# Thorpe Larches
Thorpe Larches – wieś w Anglii, w hrabstwie ceremonialnym Durham, w dystrykcie (unitary authority) Stockton-on-Tees. Leży 20 km na południowy wschód od miasta Durham i 357 km na północ od Londynu.